# Wanawali
Wanawali is een bestuurslaag in het regentschap Purwakarta van de provincie West-Java, Indonesië. Wanawali telt 1466 inwoners (volkstelling 2010).